# Lennon Naked
Lennon Naked (Simplesmente Lennon, no Brasil) é um telefilme britânico de 2010 dirigido por Edmund Coulthard e estrelado por Christopher Eccleston como John Lennon.
O filme foi exibido em 23 de junho de 2010 na BBC Four. Nos Estados Unidos foi ao ar em 21 de novembro do mesmo ano na PBS.

## Sinopse
O filme se concentra na vida de John Lennon (Christopher Eccleston) entre 1967 e 1971, mostrando as últimas reuniões dos Beatles e momentos íntimos da sua vida, como o fim do seu primeiro casamento e o começo do relacionamento com Yoko Ono.

## Elenco
O elenco creditado foi:
- Christopher Eccleston como John Lennon
- Christopher Fairbank como Freddie Lennon
- Allan Corduner como Arthur Janov
- Andrew Scott como Paul McCartney
- Naoko Mori como Yoko Ono
- Michael Colgan como Derek Taylor
- Craig Cheetham como Ringo Starr
- Jack Morgan como George Harrison
- Claudie Blakley como Cynthia Lennon
- Rory Kinnear como Brian Epstein
- Adrian Bower como Pete Shotton
- Di Botcher como Dot
- Eileen O'Brien como Lil
- Debora Weston como Gloria Emerson
- Dave Legeno como Les
- Charlie Coulthard como Julian Lennon
- Ray MacAllan como Cabbie
- Jonathan Rigby como Advogado de Cynthia
- Annabel Leventon como Mulher rica
- David Annen como Consultor hospitalar
- Patrick Drury como Contador da Apple
- Helen Bradbury como John's PA
- Peter Lawman como Jornalista 1
- Roderick Smith como Jornalista 2
- Dylan Charles como Jornalista 3